# Taiyuan Steel
Taiyuan Steel (ook TISCO en Taigang, Chinees: 太原钢铁) is een grote Chinese staalgroep uit de provincie Shanxi. In 2013 produceerde het 10 miljoen ton ruwijzer, waarmee het tot de grotere staalproducenten van de wereld behoorde. De groep is sinds 2020 een onderdeel van staalreus Baowu.

## Activiteiten
Veruit de voornaamste activiteit van Taiyuan Steel is de productie van rollen en platen staal, hogesterktestaal, hittebestendig staal en roestvast staal en ook roestvaste staven en buizen. Het is een van de grootste producenten van roestvast staal in China, waarvan het in 2020 ruim 4 miljoen ton maakte. De groep heeft een grote geïntegreerde staalfabriek in Taiyuan. Het staal wordt onder meer toegepast in de auto-industrie, spoorwegmaterieel, bouwmachines, scheepsbouw, buizen voor olie- en gaspijpleidingen, drukvaten en onderdelen van kerncentrales.
De groep bezit eigen ijzererts-, kalk- en ferrochroommijnen in China. Het kalk wordt toegevoegd in de hoogovens om onzuiverheden uit het ruwijzer te halen. Het ferrochroom wordt gebruikt om roestvast staal te maken.
De groep omvat verder een ingenieursbureau, een producent van koolstofvezel en composieten, een financiële dienstverlener, een handelsonderneming, een vastgoedbedrijf en een luxehotel en een groot ziekenhuis in Taiyuan.

## Geschiedenis
De Noordwestelijke Staalfabrieken werden in 1934 opgericht door krijgsheer Yan Xishan. In 1937 werden ze omgedoopt tot de Staalfabrieken van Taiyuan nadat de stad door Japan was ingenomen. In 1949 kregen ze hun oude naam weer terug.
Het bedrijf begon zich te specialiseren in speciaalstaal en startte in 1952 met de productie van roestvast staal. De machines werden in die tijd ingevoerd uit de Sovjet-Unie. Later werden ook machines in het Westen gekocht. Vanaf 1958 werd het bedrijf Taiyuan IJzer en Staal genoemd.
In 1996 werd het staatsbedrijf omgevormd tot een groep. Twee jaar later werd Linfen Steel erin opgenomen. Ook werd Taiyuan Stainless Steel opgericht, waarin de roestvaststaalactiviteiten werden ondergebracht. Dit onderdeel kreeg een notatie op de Beurs van Shenzhen.
Vanaf 2005 werden de muntstukken van 1 jiǎo door Taiyuan Steel gemaakt in roestvast staal.
In 2006 werd de groep gereorganiseerd. De staalfabrieken in Taiyuan werden ondergebracht bij Taiyuan Stainless Steel.
In 2010 kwam aan het licht dat oplichters minderwaardig roestvrij staal verkochten in Taiyuan Steels naam.
Na 2013 moest Linfen Steel stoppen met de productie van cokes, ijzer en staal vanwege de zware vervuiling in de stad Linfen. In Linfen werden voorheen dikke staalplaten gemaakt.
In 2019 werd een samenwerking aangegaan met Baowu en Shandong Xinhai Science and Technology aangaande de productie van roestvast staal. Shandong Xinhai is een producent van ruwijzer met hoog nikkelgehalte. In 2020 werd geïnvesteerd in de productie van ferronikkel in Indonesië.
In december 2020 maakte de provincie Shanxi 51 procent van de aandelen in de groep over aan Baowu, op dat moment de grootste staalgroep van de wereld.